# Simplicibracon nigritarsus
Simplicibracon nigritarsus är en stekelart som beskrevs av Donald L.J. Quicke och Ingram 1993. Simplicibracon nigritarsus ingår i släktet Simplicibracon och familjen bracksteklar. Inga underarter finns listade i Catalogue of Life.